# Sencillo principal
Un sencillo principal (en inglés: lead single) es generalmente el primer sencillo lanzado por un cantante o banda antes de que se lance un álbum. Los sencillos principales pueden ser un factor importante para que los consumidores compren álbumes que aún no se han lanzado. El desempeño comercial del álbum variará dependiendo de la selección de canciones que se lanzarán como sencillo principal. Normalmente el sencillo principal es una canción con ritmo rápido, música adictiva y pegadiza.